# Famille de Durat
La famille de Durat est une famille subsistante de la noblesse française d'ancienne extraction sur preuves du XVe siècle originaire d'Auvergne et du Bourbonnais.

## Histoire
Gustave Chaix d'Est-Ange mentionne des personnages de ce nom depuis le XIIIe siècle mais indique que la filiation est établie par titres depuis Antoine de Durat, seigneur des Portes et d'Aleyrat en 1445.
Elle compte parmi ses membres un chambellan de Charles duc de Bourbon et connétable de France en 1515, un chevalier de l'ordre du roi par lettres de 1569, plusieurs grands baillis de Combrailles depuis 1536, des capitaines gouverneurs du château d'Auzance, trois maréchaux de camp promus à ce grade en 1756, 1767 et 1788, des colonels et autres officiers de tous grades décorés de l'ordre royal et militaire de Saint-Louis et de Notre Dame de Mont Carmel.
Seigneurs des Portes d'Aleyrat, de Ludaix (Marcillat-en-Combraille), de Saint Mion, de Rocheneuve, Vieilles, de Lauroux et autres lieux en Combrailles, du Mazeau de La Serre, barons de la Celette et de Gouzon en Bourbonnais et dans le pays de Combrailles, noble et ancienne famille originaire d'Auvergne dont il est parlé dans l'Armorial général de France.
La Chesnaye des Bois écrit : « Quoique les anciens titres de cette famille antérieurs à ceux de 1441 et 1444 soient perdus, néanmoins il est certain que la famille de Durat était alors très ancienne et jouissait de quelque considération puisque Jean de Durat II, du nom de son arrière-petit-fils, fut fait chevalier de l'ordre de Saint-Michel dans un temps où cet ordre était le premier et l'unique en France et aussi considéré que celui du Saint Esprit qui lui a été substitué ». 
Le comte de Boulainvilliers fait mention de la famille de Durat comme très ancienne. Les seigneurs des Portes ont toujours pris dans les actes particuliers le titre de marquis des Portes (titre figurant dans l'acte de renouvellement de la charge de grand bailli de Combrailles par le régent en 1702) et les seigneurs du Mazeau et de Buxerolle celui de comtes de Durat mais jamais dans les contrats (Cf. La Chesnaye-Desbois précité). Ces titres sont des titres de courtoisie.
Un membre de la famille de Durat a postulé aux honneurs de la Cour en  mai 1789 mais sa demande, retenue, n'a pu avoir d'effet en raison du contexte. Plusieurs membres figuraient sur les listes des États- Généraux dans l'ordre de la noblesse
La famille de Durat (de Durato) est originaire du pays de Combrailles, qui faisait anciennement partie de la Basse-Auvergne, et fut depuis incorporé au Bourbonnais. Elle a eu pour berceau une châtellenie de son nom, située non loin de la ville de Pionsat, châtellenie qu'elle possédait de temps immémorial en haute litige et seigneurie, ne reconnaissant d'autre supériorité féodale que celle des ducs d'Auvergne, dont elle relevait en plein fief et sans hommage intermédiaire. (Arrêt du parlement de Paris du 23 décembre 1430). Un château fort existait dès le XIe siècle. Il ne subsiste à ce jour qu'une motte féodale surplombant un étang à la sortie de Pionsat.
Le château de Durat passe ensuite entre les mains des Lestrange par le biais des successions et Antoine de Durat devient entre autres seigneurs des Portes, une maison forte située sur Mainsat qui restera 400 ans dans la famille. Une bulle papale de 1384 autorisera la construction d'une église aux Portes, des conflits importants opposant pendant des années les deux principales familles locales, Durat et La Roche-Aymon pour le droit de litre portant sur l'église de Mainsat.
La descendance est sans interruption jusqu'au père d'Antoine de Durat (1445). D'Hozier et d'autres auteurs font partir la généalogie à partir de cette date tout en faisant remarquer que la famille est une des « plus anciennes d'Auvergne ». D'autres auteurs prennent la généalogie presque complète depuis 1230 environ,. On trouve la généalogie de cette famille dans D'Hozier et dans La Chesnaye des Bois. Il existe aussi une généalogie assez complète dans les ouvrages de l'abbé Peynot et d'Ambroise Tardieu (voir les sources).
Selon des héraldistes qui ont préparé le huitième centenaire de la première croisade (16 au 18 mai 1895 à Clermont-Ferrand) un membre de la famille de Durat participait à la première croisade lancée par le pape Urbain II (après l'appel de Clermont du 27 novembre 1095)
Outre le château des Portes à Mainsat, les Durat sont capitaines gouverneurs des châteaux d'Auzances, Sermur, Crocq.
La famille a été admise à l'Association d'entraide de la noblesse française en 1948.

## Personnalités
- Philibert de Durat, est maintenu par le parlement séant à Poitiers par un arrêt du 22 décembre 1430, dans le « droit de tenir ses château, chartreuse et terre de Durat, avec  toute justice, haute, moyenne et basse, sans moyen ni milieu du duché d'Auvergne et dans celui d'obliger ses vassaux desdits mas ci-dessus nommés, de faire guet et garde en son dit château de Durat ». Philibert ne vivait plus le 16 février 1436.
- Jean de Durat Ier du nom, chevalier, seigneur des Portes, de Saint Mion qualifié dans plusieurs actes haut et puissant seigneur et chevalier, fut bailli du pays de Combrailles & capitaine du château d'Auzances par lettres de provisions du 15 septembre 1515, écuyer et chambellan de Charles de Bourbon, capitaine de la ville d'Aigueperse par lettres de provisions du 4 octobre 1516 & du château de Sermur dans le pays de Combrailles dont il obtint de Louise de Savoie mère du roi François Ier le 21 octobre 1518 des lettres de confirmation « tant à cause de ses sens noblesse vaillance qu'en considération des bons services qu il avait ci devant rendus tant au roi son très cher fils & à ses prédécesseurs rois dans les guerres qu'à elle & à ses prédécesseurs de la maison de Bourbon, lesquels services il continuait chaque jour & qu'elle espérait encore qu il rendrait de plus en plus ». Le roi François Ier par autres lettres patentes données à Cremieu le 10 mai 1516 le qualifie son cher et bien-aimé. Capitaine du château de château de Crocq  il porta les armes sous les règnes de Charles VIII, Louis XII et François Ier, les services qu'il rendit au royaume de Naples lui valurent l'office de capitaine (commandant) du château de Sermur précité. le roi François Ier ayant été parrain d'un de ses enfants, le prénom François fut adopté à chaque génération ou presque.
- Jean II de Durat, puissant seigneur, seigneur des Portes, pourvu le 2 janvier 1536, chevalier de l’ordre du roi par lettres du 14 avril 1569 ; allié à Jacqueline de (Coligny) Saligny  qu’il épousa en présence de plusieurs grands et notables seigneurs et gentilshommes le 18 juillet 1566. Pourvu le 2 janvier 1536 de la charge de bailli du pays de Combraille et qui se distingua pendant les guerres de religion.
- Denis de Durat, qualifié puissant seigneur et chevalier, seigneur de Vauroux, de Laurene, de la Serre, du Mazeau et de Bussière-Vieille, capitaine du château d'Auzance, né vers 1566, se « laissa d'abord emporté dans le torrent de la Ligue (Nota bene : Protestante)  puis revint en 1594 dans l'obéissance qu'il devait à son souverain »  Il avait obtenu du roi Henri III le  5 avril 1586 des lettres patentes qui le reconnaissait extrait et issu de race et de parents affectionnés de ce souverain. Se qualifiait Homme d'armes de la compagnie de la reine en 1611, maréchal des logis au sein d'une compagnie de cent hommes d'armes des ordonnances du roi, sous la charge de Claude de Lorraine, prince de Joinville, au titre d'un brevet que lui donna ce prince le 12 février 1613. Au terme de ce brevet et sous l'exprès commandement du roi, il devait recevoir le premier gouvernement particulier de la Province d'Auvergne. Mort au siège de Montauban[10].
- François de Durat, avocat au parlement de Paris, reçu en 1547. Mort en 1569 et inhumé aux Cordeliers[11] ;
- Jean de Durat, chevalier, seigneur de la Serre, du Mazeau, de Bussière-Vieille et autres lieux, « comte du Mazeau ».
- Gilbert de Durat, qualifié puissant seigneur, chevalier, « baron de la Celette », seigneur des Portes, de Chazeaux et de Saint-Mion, avait été nommé bailli de Combrailles, par lettres de provisions des 20 décembre 1596 et 30 janvier 1597, gentilhomme ordinaire de la chambre du roi (Henri IV)
- Louis de Durat[12], qualifié puissant seigneur, « baron de Gouzon », seigneur du Mazeau, de Vaurene, de Bussière-vieille, de la Serre et de Lauroux, né en 1606, servait dans la compagnie des chevau-légers du seigneur de Bussy le 14 juin 1625, et épousa par contrat du 2 mai 1632 dame Françoise de Douhet (veuve de noble Antoine Martin, président au siège présidial de Limoges), fille de noble Pierre de Douhet, « baron de Saint Pardoux », seigneur du Puymoulinier. Il fit son testament le 5 octobre 1661, par lequel il voulut être enterré dans l'église de Bussière-Vieille, au tombeau de ses prédécesseurs ;
- Sébastien Jacques Balthazar de Durat, seigneur de Gouzon, capitaine au régiment de la reine-cavalerie, capitaine au régiment de Clermont-Tonnerre, grand bailli de Combrailles, « marquis des Portes », a fait les guerres d'Allemagne et de Flandres, s'est retrouvé au Siège de Philippsbourg (1734), à la bataille de Dettingen  en 1743, à celle de bataille de Fontenoy et aux sièges de Tournay et Alh en 1745, au combat de Raucoux l'année suivante puis, à la bataille de Hastembeck et la conquête de l’électorat de Hanovre.

Prise de la Grenade
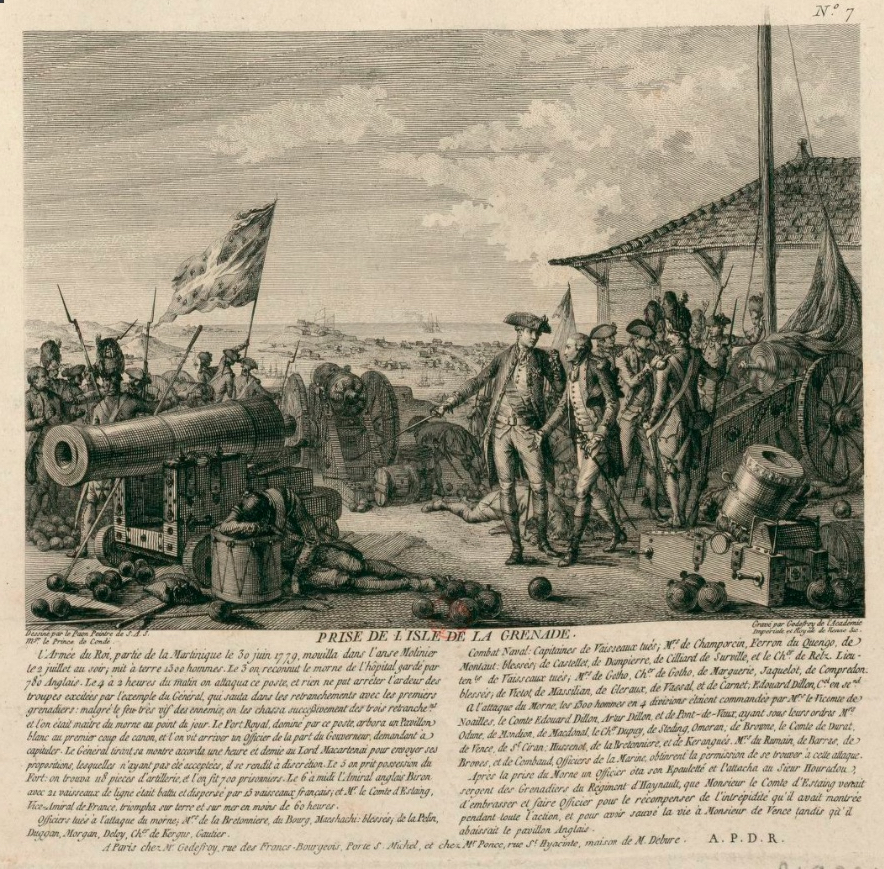
L'île est prise très rapidement après un assaut mené l'épée au poing par Charles Henri d'Estaing d'Estaing . Dès le 6 juillet la garnison anglaise capitule (Gravure de Nicolas Ponce ).

- François de Durat, chevalier, seigneur de Bussière-Vieille, de Vaurène, de Vauchaussade, de la Serre, de Villevaleix, de la Mane, etc., mineur le 5 octobre 1661, servait le 23 juillet 1672, en qualité de cadet, dans le régiment des Gardes-Françaises, suivant un certificat que lui en donna le même jour François d'Aubusson duc de la Feuillade et colonel de ce régiment, portant : « qu'il s'étoit toujours très-bien acquitté de son devoir, avait été blessé d'un coup de mousquet à l'épaule à l'ouverture de la tranchée d'Orsoy ; s'étant aussi comporté avec beaucoup d'honneur à celle de Doesboork, quoiqu'indisposé de sa blessure ».
- François de Durat, qualifié haut & puissant seigneur, chevalier, seigneur du Mazeau, de la Serre, de Vaurène, de Bussière-Vieille, de Fournoux, de la Mazière & de la Moutade, né le 9 janvier 1683, dit le « comte de Durat », fit son testament le 27 juin 1726, par lequel il déclara qu'il vouloit être enterré dans la paroisse de la Serre, au tombeau de ses prédécesseurs, et mourut la même année, suivant un acte original du Ier octobre 1726. Il avait épousé, par contrat du 7 mars 1707, Marie d'Allemaigne, morte le 3 novembre 1726, fille de François d'Allemaigne, écuyer, seigneur de la Vergnière, de la Moutade, de Monclar & autres lieux, et de dame Anne Noblet de La Roche-Aymon
- Annet François de Durat, seigneur de la Serre, de Vauchaussade, de la Mane et de Villevaleix, mort maréchal des camps & armées du roi le 21 février 1769. Il avait été successivement sous lieutenant, lieutenant capitaine, capitaine de grenadiers au régiment Royal-La-Marine dont il fut fait major en 1744, lieutenant colonel en 1745, avait servi avec beaucoup de distinction à la bataille de Rocoux où il fut fait brigadier à la bataille de Lauffeld ou il commanda le régiment en ces deux occasions, le colonel étant comme brigadier employé à la tête du chef de brigade. Les grâces qu'il obtint à l'une et l'autre bataille furent accompagnées de la lettre de la Cour la plus flatteuse pour le Régiment Royal-La-Marine et surtout pour lui qui le commandait. Il fut fait maréchal de camp après le siège de Bergen op Zoom en 1756.
- Jean-François de Durat, seigneur de Vauchaussade, né au château de Vauchaussade le 3 octobre 1736, officier supérieur qui se distingua dans plusieurs batailles, participe avec son frère à la guerre d'indépendance des États-Unis, participant aux principales batailles comme la bataille de Yorktown, et devient gouverneur général de la Grenade en 1779 et rétablit les lois françaises à la suite de la reprise de l'Ile aux britanniques (Arrêt du Conseil du Roi du 12 décembre 1779[13]) (Liste des personnalités françaises ayant combattu lors de la guerre d'Indépendance des États-Unis), Maréchal de camp en 1788, chevalier de Saint-Louis, premier président de l'administration départementale de la Creuse en 1790, premier président du Conseil Général de la Creuse en 1800[14]. Mort en 1830.
- Jean-Sébastien de Durat, gouverneur de Saint-Martin (1785-1795) (Listes des dirigeants de la partie française de Saint-Martin) initiateur de la construction du Fort Louis, de la Prison et du pont qui porte son nom (enterré à Saint-Martin);
- Louis de Durat, garde du corps du roi Louis XVI puis émigré[15] mort à Mittau en 1808 ;
- Henri de Durat de Vauchaussade, fut tué à la bataille d'Iéna en 1806;
- François César de Durat, capitaine d’état-major et diplomate, il assista au sacre de l'empereur russe Nicolas. En 1830 époux de Sophie Gallet de Mondragon, chevalier de la Légion d'honneur, des ordres de Charles III et de Saint Ferdinand d'Espagne. Fit la campagne d'Espagne comme capitaine d'état-major et aide de camp des généraux de Chastellux et de Wall[16], commandant la Place de Paris[17].
- Dom Jehan (V) de Durat, père abbé de l'abbaye de Sept-Fons. Assassiné en 1881 c'est sous l’abbatiat de Dom Jean de Durat qu’avait été fondée en Nouvelle-Calédonie : Notre Dame des Iles dont 1876, le Vicaire Apostolique Mgr Vitte avait fait les premières démarches près de l'abbé de Sept-Fons et le Pape Pie IX avait décidé la fondation et même décrété le choix du vocable. Il a été le plus jeune Père abbé élu depuis Saint-Bernard de Clairvaux d'où la validation du Pape.
- Félix de Durat (1834-1906), maire de Marcillat-en-Combraille, chevalier de l'ordre de Saint-Jean de Jérusalem
- Joseph de Durat (1860-1929), capitaine au 23 régiment d'artillerie, chevalier de la Légion d'honneur[18] en 1916,chevalier de l'ordre de Saint-Grégoire-le-Grand, maire de Marcillat en Combraille.
- Jehan de Durat (1889-1940), lieutenant colonel de l'armée de l'Air, commandeur de la Légion d'honneur[19] Cote LH/871/6, croix de Guerre, neuf citations dont quatre citations à l'ordre de l'armée de 1916 à 1918 à titre personnel comme au titre de l'escadrille qu'il commandait. Chef de cabinet du général Vuillemin un des premiers membres actifs de l’Aéro-club d'Auvergne, maire de Montmelas Saint-Sornin frère du vice-président, Victor de Durat qui suit,
- Victor de Durat (1891-1977), officier de cavalerie au 11e régiment de chasseurs, chevalier de la Légion d'honneur[20], croix de Guerre avec palmes, citations à l'ordre de l'armée et du corps d'Armée (Verdun, 1916 « Partant pour communiquer un ordre, le sous-lieutenant de cavalerie de Durat reçoit une balle en pleine poitrine. Il alla porter les ordres à deux kilomètres plus loin malgré sa blessure »[21]), Légion d'honneur remise sur son lit d'hôpital par le Président Poincarré, passe son brevet de pilote et intègre la SPA 37. l'escadrille des « Charognards », une victoire homologuée avec l'as Fernand Guyou en 1918. Engagé en 1939 capitaine de l'armée de l'Air, et faisant partie tous deux des premiers pilotes pendant la Grande Guerre (sur des SPAD).

## Alliances
Les principales alliances de la famille de Durat sont : de Rochedragon (124x, 136x et 139x), de Rochedagoux (1387), de Chaslus (140x et 143x), de la Marche (1444), de Lestrange (1445), de Coligny (1515), de Montaignac (1538), de Pérusse des Cars (156x), de Beaufort (1592 et 1609), de Veilhan (1596) de La Roche-Aymon (1680), de Noblet (1710 et 1722), de Gouyon (1711), de Bosredon (1748 et 1785), de Morin d'Arfeuille (Mourins d'Arfeuille) (1803), de Gallet de Montdragon (1827), de Roquefeuil (1914), de Chabannes (1919 et 197x), de Sampigny (1920 et 195x), d'Harcourt (1941), de Certaines (1945), de Lorgeril (1952), de Villardi de Montlaur (1975), d'Aigneaux, etc.

## Armes
- Blason : Échiqueté d'or et d'azur [22]
- Cimier : Un bonnet albanais[23], ou quatre chênes au naturel
- Couronne : de marquis
- Devise : Duravit, Durat, Durabit
- Cri de guerre : Durat à Sincte Katerine !

Le cimier des quatre chênes est porté par Robert de Durat, seigneur chatelain d'Unson (selon Revel). La Branche des seigneurs de la Serre et Vauchaussade avait pour supports deux sauvages, celles des seigneurs du Ludaix deux anges.

## Postérité
- Le pont de Durat est un pont situé à Marigot dans l'île de Saint-Martin (Antilles françaises)

## Pour approfondir